# Celso Ferreira Ramos Filho
Celso Ferreira Ramos Filho (Rio de Janeiro, 1 de outubro de 1945) é um médico brasileiro.
Foi eleito membro da Academia Nacional de Medicina em 2012, ocupando a Cadeira 20, que tem Francisco de Paula Cândido como patrono.